# Pavona danai
Pavona danai är en korallart som först beskrevs av Milne Edwards och Jules Haime 1860.  Pavona danai ingår i släktet Pavona och familjen Agariciidae. IUCN kategoriserar arten globalt som sårbar. Inga underarter finns listade i Catalogue of Life.